# Колоди
Коло̀ди (на италиански: Collodi) е село в централна Италия, в община Пеша, регион Тоскана, провинция Пистоя. Селото се намира на хълма който разделя равнинната област близо до град Лука (и на граница с провинцията Лука и област Валдиниеволе. Населението е около 2667души (към 2012 г.).
Италианският писател и журналист Карло Лоренцини взел творческото си име Колоди (Collodi) от това село, родно място на майка си. Селото е известно заради голям парк за Пинокио.